# Eric Forman
Pour les articles homonymes, voir Forman.
Ne doit pas être confondu avec Eric Foreman.
 (août 2021).
- Si vous ne connaissez pas le sujet, laissez ce bandeau (vous pouvez alors contacter les auteurs).
- Si vous supprimez le contenu mis en cause (vous pouvez préalablement contacter les auteurs),

argumentez précisément cette suppression dans la page de discussion
(un manque de référence n'est pas un argument ; une recherche réelle de référence doit avoir été effectuée, être formellement documentée).
Eric Forman est le personnage principal de la série télévisée américaine That '70s Show et apparaît dans son spin-off That '90s Show. Il est interprété par l'acteur Topher Grace.
Le personnage apparaît dès le premier épisode de la saison 1. Il est un personnage régulier jusqu'à la saison 7. Il ne reviendra que pour le tout dernier épisode de la série, dans la saison 8. Dans That '90s Show, il a une fille avec Donna Pinciotti nommée Leia. Il est devenu enseignant à l'université.

## Description
Eric est un peu le chef de la bande. Toute l'histoire de la série se déroule essentiellement chez lui et se recentre sur sa famille et sur ses amis. Il s'agit d'un garçon plutôt doux et tranquille mais souvent immature (sa passion pour La Guerre des Étoiles justifie parfois son comportement.) 
Ses amis de toujours sont Donna Pinciotti, avec laquelle il sortira (Donna loge dans la maison mitoyenne de celle d'Eric), Steven Hyde, considéré comme son meilleur ami (il habitera pendant un temps chez les Forman) et Michael Kelso. Dès le premier épisode, Eric se lie d'amitié avec Fez, un étudiant étranger dont le pays d'origine (peut être l'Argentine selon Donna) et le véritable nom ne seront jamais dévoilés au cours de la série. Jackie Burkhart, la petite amie de Kelso deviendra progressivement un membre à part entière du groupe.

## Relation avec Donna
Eric et Donna disent qu'ils se connaissent depuis l'enfance, un épisode montrant qu'ils se sont rencontrés pour la première fois à l'âge de sept ans. Il en va de même pour la relation entre Eric et Hyde. Dès l'épisode pilote, Donna offre à Eric la possibilité de s'affirmer et de désobéir à son père. Ils s'embrassent à la fin de cette première histoire. Ils sortiront ensemble jusqu'à la fin de la troisième saison où ils mettront fin à leur idylle. Par la suite, ils redeviendront de simples amis jusqu'au début de la cinquième saison où ils se remettront ensemble. Sur le point de se marier dans la sixième saison, ils renonceront à cette idée, Eric ne s'estimant pas prêt pour un tel acte. Ils resteront donc fiancés jusqu'à la fin de la série. Cependant dans la huitième saison, ils rompront de nouveau pour se remettre ensemble lors du dernier épisode.

## Relations familiales
Eric vit chez ses parents, Kitty Forman et Red Forman. Il a une sœur aînée, Laurie Forman. Cette dernière est rarement présente et lorsqu'il la voit, le téléspectateur pense toujours que Laurie agit comme une femme manipulatrice et capricieuse. Elle n'hésite pas à monter son père contre Eric. 
En effet, Red n'apprécie guère Eric. Il le traite souvent d'abruti ou d'imbécile. Lors de rares occasions, il se montre parfois compatissant. À l'inverse de son mari, Kitty n'ignore pas que Laurie profite de la haine de Red envers son fils pour l'enfoncer davantage. Elle s'avère très compréhensive mais aussi très possessive envers Eric, le traitant parfois encore comme un enfant.
Eric voit rarement les parents de sa mère. Sa grand-mère tyrannique hurle souvent après son mari qui ne réussit que deux choses : boire et dormir. Il voit occasionnellement la mère de Red qu'il croira avoir tuée lors d'un épisode de la première saison.
Il admire sa tante Paula, sœur de Kitty qui semble mener une vie confortable et rencontre son oncle Marty, frère de Red, sorte de hippie ne sachant pas gérer ses émotions.

## Relations avec ses amis
- Avec Hyde : Eric et Hyde se connaissent depuis l'enfance, d'ailleurs Eric considère Hyde comme le frère qu'il aurait toujours voulu avoir. Cela deviendra le cas quand la mère de Hyde disparaîtra sans laisser de trace et qu'Eric l'invitera à s'installer chez lui ce que la famille d'Eric accepte. Par la suite ils se lieront d'une amitié si fraternelle qu'il ne se passera pas un instant sans que les deux garçons ne se lancent de mauvaises blagues. Il y aura cependant une rivalité entre les deux garçons pour l'amour de Donna, mais Hyde abandonnera toute idée de suivre une idylle avec la jeune fille après qu'elle a choisi Eric.
- Avec Kelso : Eric et Kelso sont amis depuis pas mal d'années, mais ont des mentalités totalement différentes : alors qu'Eric est plutôt réservé et timide, Kelso est tout le contraire ; ce sera même Kelso qui incitera Eric à commettre quelques coups qui pourraient leur valoir pas mal d'ennuis, ce que Hyde remarquera à chaque fois. Il interviendra pour qu'Eric ne se mouille pas trop en prenant même sa place si la bêtise s'avère très (voir trop) forte. Kelso prend souvent même un malin plaisir à montrer à Eric qu'il lui volerait bien Donna, mais Eric s'en moque car il sait que Donna n'ira jamais avec Kelso pour deux raisons (au départ elle trouve Kelso trop idiot et la seconde raison c'est qu'elle est sortie avec son frère Casey et qu'elle ne veut pas sortir avec le frère de quelqu'un avec qui elle était).
- Avec Fez : Bien qu'ils soient amis, Eric et Fez ne seront pas très proches. Eric donnera à Fez quelques conseils sur les traditions américaines, toutefois leur relation ne sera vraiment amicale que lorsque Fez et Eric feront quelques sorties ensemble.
- Avec Jackie : Jackie et Eric ne seront pas très amis, Eric est même pour avoir une attitude plutôt éloignée vis-à-vis d'elle, car il la considère comme la peste qui dissoudra le groupe. Mais Eric changera totalement d'avis au fil des saisons, surtout lorsque Jackie organisera son mariage avec Donna qui aura une attitude certes plus forte, mais moins énervante selon Eric.

## Eric et le travail
Eric se trouve au lycée durant les cinq premières saisons. Toutefois, lorsque Red refuse de subventionner ses études, il doit trouver un travail pour vivre. Durant la deuxième saison, il se fait embaucher en tant que magasinier puis se fait renvoyer par son père lors de la cinquième saison. Eric tente ensuite de décrocher une place de banquier mais la perd à cause de Kitty. Grâce à Joanne, la nouvelle femme de Bob (le père de Donna), il réussit à se faire embaucher dans une usine de nourriture pour chiens, mais lorsque Bob et Joanne se séparent, il perd sa place. Après avoir été diplômé, il accepte de rester une année à la maison pour s'occuper de ses parents victimes de problèmes de santé et pour les aider. Toutefois, sur les conseils de Hyde, un cuisinier l'engage en tant que serveur dans un hôtel. Il démissionne ensuite et décide de prendre une année sabbatique. Il refusera même de travailler avec son père arguant qu'il ne veut pas interrompre son année de vacances. Vers la fin de la septième saison, après un bref cours de chiropraxie, il consulte un conseiller d'orientation qui lui suggère de devenir enseignant en Afrique.

## Inspirations
Ce personnage est inspiré de l'adolescence de Mark Brazill, l'un des créateurs de la série.